# اسمعني (أغنية)
اسمعني هي أغنية من ضمن ألبوم أضواء الشهرة للفنانة كارول سماحة.
حققت الأغنية نجاحا باهرا في العالم العربي.
- كلمات : سليم عساف
- ألحان : فيفوس
- التوزيع : جان ماري رياشي
- إخراج : كارولين لبكي